# زمین‌لرزه اکتبر ۲۰۱۰ سوماترا
زمین‌لرزه سوماترا  در تاریخ ۲۵ اکتبر ۲۰۱۰ میلادی، برابر با ‎۳ آبان ۱۳۸۹، ساعت ۱۴:۴۲:۲۲٫۵ به زمان یوتی‌سی در اندونزی ، منطقه سوماترا رخ داد.ژرفای این زلزله ۲۰٫۱ کیلومتر بود. بزرگی آن ۷٫۷ در مقیاس Mw بدست آمده‌است.
پروژهٔ جهانی تنسور گشتاور مرکزوار پارامتر زمان مرکزوار زمین‌لرزه را با اختلاف ۳۷٫۳ ثانیه نسبت به زمان رخداد اشاره شده در بالا و مختصات مرکزوار را در ۳°۴۳′جنوبی ۹۹°۱۹′شرقی / ۳٫۷۱°جنوبی ۹۹٫۳۲°شرقی محاسبه کرد و همچنین، ژرفا در ۱۲٫۰ کیلومتر ثابت شده‌است. در این محاسبات زاویه‌های (راستا، شیب، ریک) گسل سازندهٔ زمین‌لرزه و صفحه عمود بر آن برابر با (°۳۱۶، ° ۸، ° ۹۶) یا (°۱۳۰، °۸۲، ° ۸۹) حاصل شده‌است.